# Коковихин, Михаил Алексеевич
Михаи́л  Алексе́евич Кокови́хин (арт-псевдоним Михаил Коко; 16 ноября 1954, Киров) – российский поэт, журналист, представитель поэтического авангарда. Главный редактор вятского журнала «Бинокль».

## Биография
В 1978 году окончил филфак Кировского госпединститута. В 1978–2013 годах работал репортёром в местной прессе. Один из создателей Вятского киноклуба «Кадр» («Сталкер») (1976–2005) и Вятского литературного клуба «Верлибр» (1986). Участник IX Всесоюзного совещания молодых писателей (Москва, 1989) и советско-австро-германского фестиваля поэзии (Москва, 1990). С 1999 года по настоящее время – главный редактор вятского культурного журнала «Бинокль». Лауреат Всероссийского открытого литературного конкурса сатиры и юмора имени вятского поэта-сатирика Евгения Замятина.
С 1981 года стихи публиковались в Самиздате, с 1987 – в латвийском журнале «Родник/Avots», в т. ч. переводы из Клава Элсберга (№ 1, 1988 год). Первая изданная книга стихов — «Детский мат» (Киров, 1994). Стихи вошли в книгу «Вятская поэзия XX века» (Антология вятской литературы, том 2. Киров, 2005) и альманах «Поэтический путеводитель по городам Культурного альянса» (Пермь, 2012). Литературовед Ксения Лицарева (декан филфака ВятГГУ) в 2010 году назвала Михаила Коковихина «самым гармоничным авангардистским поэтом в региональной литературе» и «филологическим концептуалистом». Её статья, ранее опубликованная в научных трудах, была перепечатана в книге Михаила Коко «Прощайте голуби. Итоговая книга стихов».
Автор прозаических книг «Знатные люди Вятки. Очерки по алфавиту» (2013) и «Часы без башни. Проза жизни» (2019).

## Изданные книги
- Детский мат. Избранные стихи и перевод либретто рок-оперы «Иисус Христос Суперстар». – Киров : Кировская областная типография, 1994. – 160 с. – 2000 экз. – ISBN 5-88186-059-4
- Прощайте голуби. Итоговая книга стихов. – Киров (Вятка) : О-Краткое, 2010. – 80 с. – 500 экз. – ISBN 978-5-91402-068-9
- Знатные люди Вятки. Очерки по алфавиту. – Киров (Вятка) : Бинокль, 2013. – 560 с. – 300 экз. – ISBN 978-5-498-00153-1